# 12220 Semenchur
12220 Semenchur è un asteroide della fascia principale. Scoperto nel 1982, presenta un'orbita caratterizzata da un semiasse maggiore pari a 2,2512948 UA e da un'eccentricità di 0,1489046, inclinata di 3,19024° rispetto all'eclittica.